# Mammillaria kraehenbuehlii
Mammillaria kraehenbuehlii (укр. Мамілярія Креєнбюля, Мамілярія креєнбюлі) — сукулентна рослина з роду мамілярія (Mammillaria) родини кактусових (Cactaceae).

## Етимологія

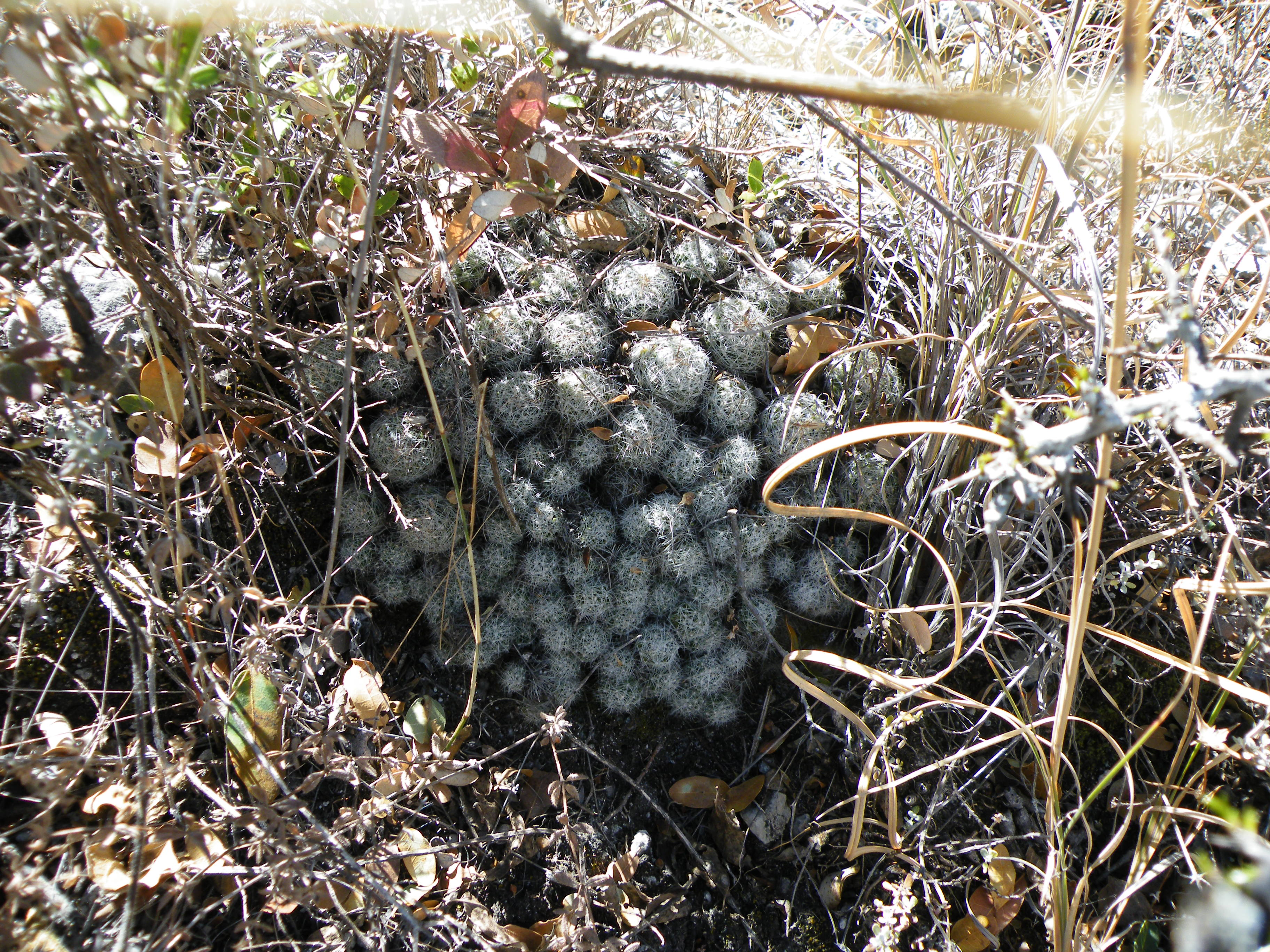
Mammillaria kraehenbuehlii у природному середовищі

Видова назва дана на честь швейцарського любителя кактусів, збирача і колекціонера, експерта по маміляріям Фелікса Креєнбюля (1917—2001; нім. Felix Krähenbühl).

## Ареал і екологія
Mammillaria kraehenbuehlii є ендемічною рослиною не лише Мексики, а й штату Оахака. Ареал обмежений долиною Теуакан-Куїкатлан. Рослини зростають на висоті 1 700 — 2 500 метрів над рівнем моря серед ксерофільних чагарників і на пасовищах. Цю мамілярію можна знайти на відкритих, низьких, вапнякових схилах, часто під низькорослими чагарниками. Хант та інші дослідники повідомляють про її місцезнаходження на кам'янистих схилах пагорбів, переважно серед трави або в тіні низьких чагарників, часто також на вершинах скель під непрямим сонячним світлом. Цвіте в період з вересня по листопад.

## Морфологічний опис
Рослини формують низькі, щільні кластери.
| Орган              | Опис |
| Стебло             | спочатку кулясте, пізніше циліндричне, м'яке, висотою 3-12 см, в діаметрі до 3,5 см.                         |
| Маміли             | м'які, до конічних, без молочного соку.                                                                      |
| Аксили             | голі. |
| Центральні колючки | 1, іноді відсутні, з коричневими кінцями, завдовжки 5-10 мм.                                                 |
| Радіальні колючки  | 18-24, дуже тонкі, вапняно-білі, з коричневими кінцями, зігнуті і розходяться променями, завдовжки до 18 мм. |
| Квіти              | бузково-кармінного відтінку.                                                                                 |
| Плоди              | темно-червоні.                                                                                               |
| Насіння            | чорне. |

## Використання

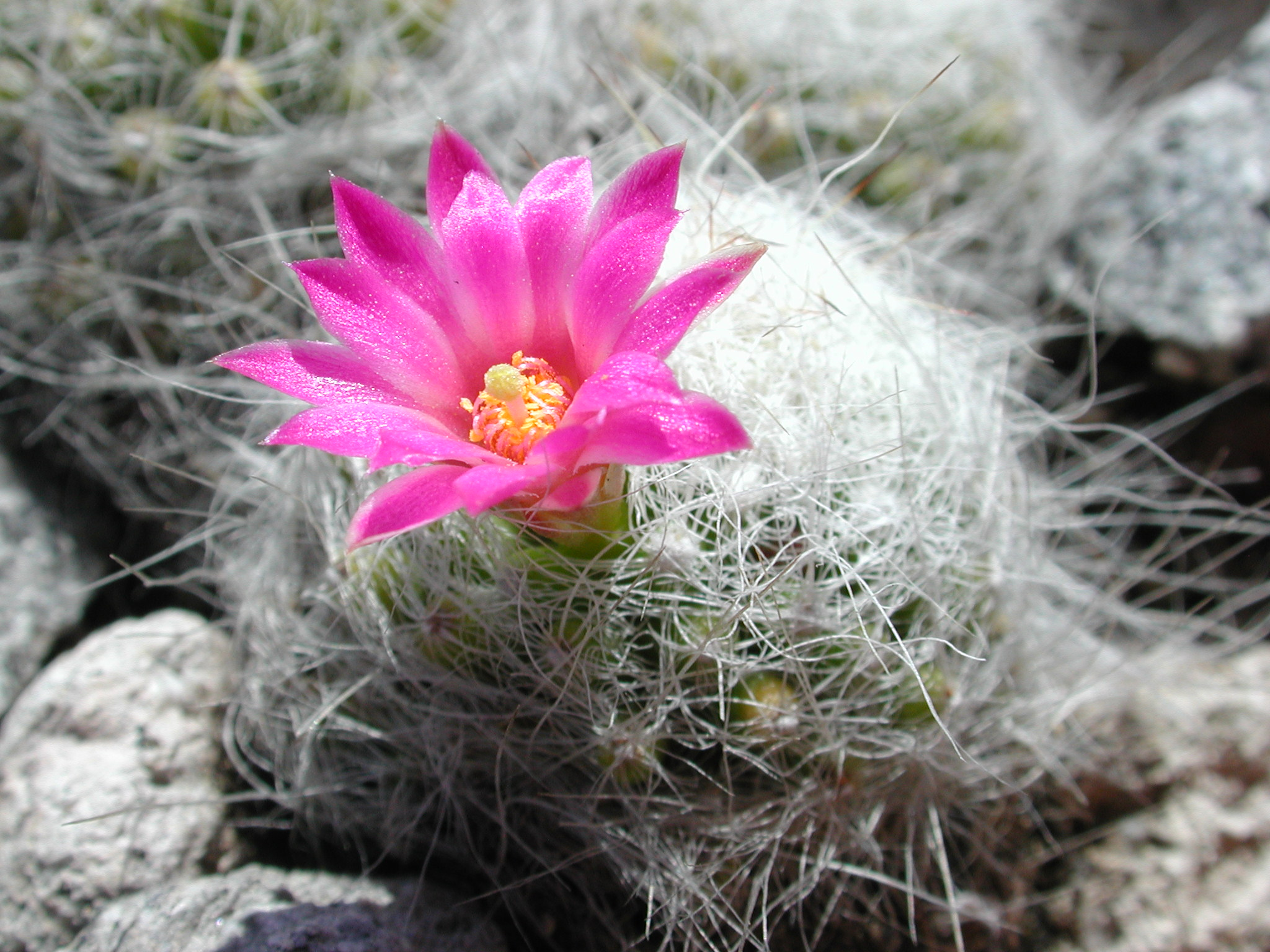
Квітуча Mammillaria kraehenbuehlii

Mammillaria kraehenbuehlii зустрічається в спеціалізованих колекціях і в торгівлі.

## Чисельність, охоронний статус та заходи по збереженню

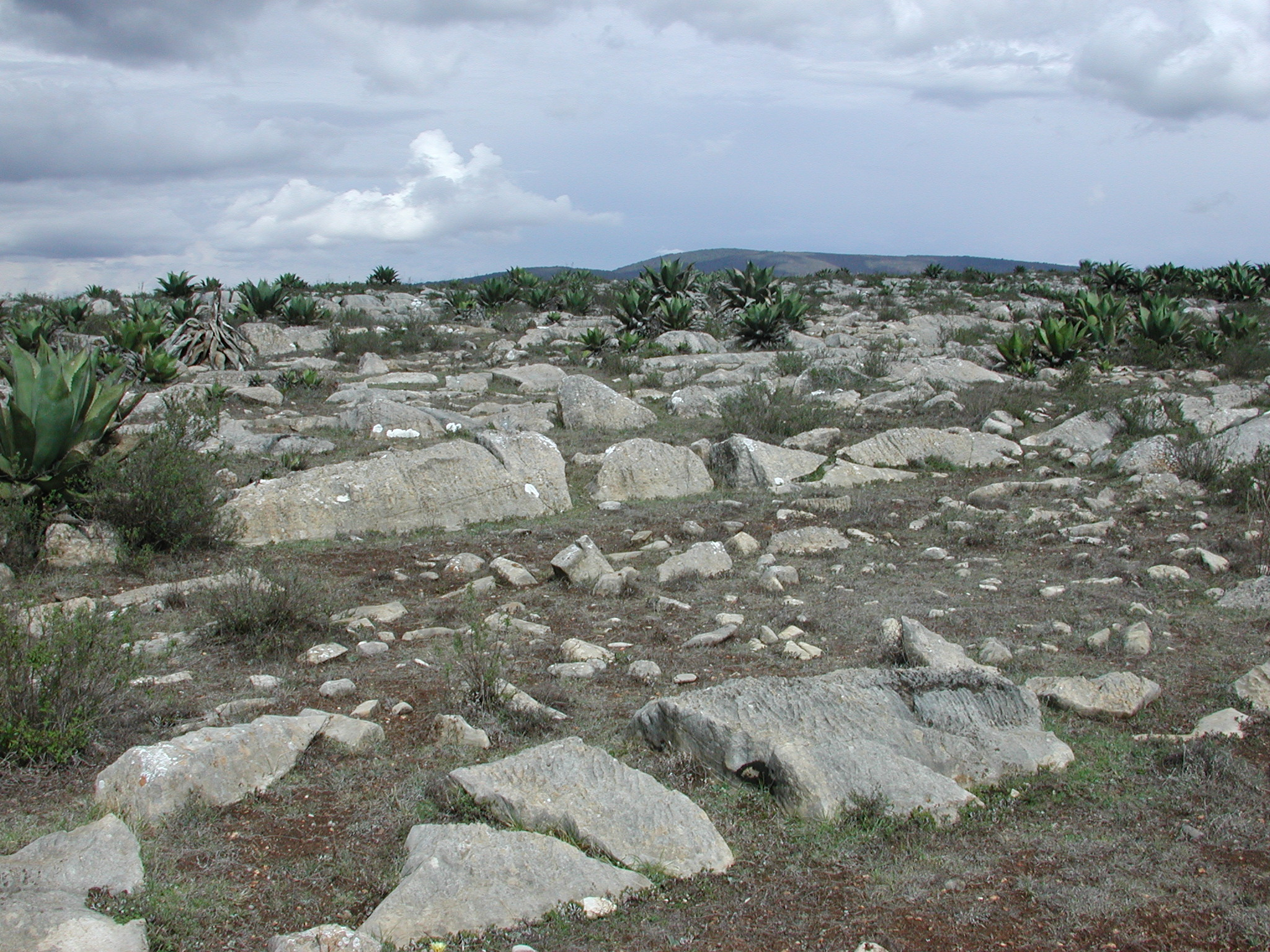
Природне середовище Mammillaria kraehenbuehlii

Mammillaria kraehenbuehlii входить до Червоного списку Міжнародного союзу охорони природи видів, з найменшим ризиком (LC).
Популяція Mammillaria kraehenbuehlii досить чисельна і зустрічається на природоохоронних територіях. Є кілька загроз, що впливають на деякі субпопуляції, але кількість рослин в цілому не знижується зі швидкістю, достатньою, для того, щоб вона перейшла в категорію «під загрозою». Росте рясно в численних невеликих групах з декількох клонів. Повідомляється про щільність 1,41 клонів / 10 м².
Виду загрожують зміни в землекористуванні, переважно за рахунок розширення дрібних ферм і ранчо великої рогатої худоби. Національна та міжнародна торгівля насінням і дорослими рослинами і надмірний цілорічний випас кіз також є серйозною загрозою для виживання виду.
Мешкає в біосферному заповіднику Теуакан-Куїкатлан.
У Мексиці ця рослина занесена до Національного переліку видів, що перебувають під загрозою зникнення, де вона включена до категорії «підлягають особливому захисту».
Охороняється Конвенцією про міжнародну торгівлю видами дикої фауни і флори, що перебувають під загрозою зникнення (CITES).